# Les Sous-doués en vacances
Série
Les Sous-doués
(1980)
Pour plus de détails, voir Fiche technique et Distribution.
Les Sous-doués en vacances est un film de comédie française réalisé par Claude Zidi, sorti en 1982. Il est la suite du film Les Sous-doués, sorti en 1980.

## Synopsis
Après leur réussite au baccalauréat, les élèves du cours Louis XIV prennent des vacances bien méritées. Mais Bébel se fait larguer à l'aéroport par sa nouvelle conquête Jennifer avec laquelle il comptait partir en voyage. De son côté, Claudine se fait doubler par sa sœur jumelle Hélène qui a profité de leur ressemblance pour partir aux Seychelles avec son petit ami.
Désabusée, Claudine va se consoler auprès de son amie Pétronille qui travaille comme standardiste pour le célèbre chanteur Paul Memphis. Pour sa prochaine tournée, son assistant a conçu le « Love Computer », une machine censée dire si deux personnes sont faites l'une pour l'autre. De son côté, Bébel, ayant perdu ses affaires, devient SDF et se retrouve obligé à camper clandestinement à Paris et à chercher du travail. Engagés comme cobayes, Bébel et Claudine obtiennent un résultat très encourageant et entament une relation.
Memphis a jeté son dévolu sur Claudine et va chercher avant tout à se débarrasser de Bébel. Lors d’une soirée mondaine où il les invite, un assistant de Memphis fait croire à Bébel qu’il est le lauréat d’un concours et qu’il doit se prêter à certaines épreuves pour remporter un prix. Ceci vise à ridiculiser Bébel devant Claudine en le faisant passer pour un homosexuel. Puis Memphis invite Claudine dans sa résidence de Saint-Tropez, l’engageant comme répétitrice pour sa future chanson écrite en japonais.
Bébel traverse la France en récupérant ses comparses au passage, pour chercher à renouer avec Claudine. Si celle-ci continue à le rejeter, elle résiste de son côté aux avances de plus en plus pesantes de Memphis. Elle se vexe davantage lorsque Memphis fait mine de courtiser Pétronille dans le but de la rendre jalouse.
Lors d’un show sur scène, le « Love Computer » confirme que Memphis et Claudine ne sont pas faits l’un pour l’autre. Mais c’est bien le cas pour Bébel et Claudine. Memphis laisse les deux amoureux vivre leur idylle et leur offre une croisière dans les îles sur son bateau. Mais au dernier moment, c’est à nouveau Hélène qui double sa sœur et s’embarque avec Bébel sans que celui-ci ne s'en rende compte.

## Fiche technique
- Titre original : Les Sous-doués en vacances
- Réalisation : Claude Zidi
- Scénario : Didier Kaminka et Michel Fabre, avec les dialogues de Claude Zidi
- Musique : Vladimir Cosma
- Photographie : Paul Bonis
- Son : Jean-Louis Ughetto, Dominique Hennequin, Jean-Bernard Thomasson
- Montage : Nicole Saunier
- Production : n/a
- Sociétés de production[1] : Films 7
- Société de distribution : AMLF
- Budget : n/a
- Pays d'origine :  France
- Langues originales : français, japonais, allemand, anglais
- Format[2] : couleur - 35 mm - 1,66:1 (VistaVision) - son Mono
- Genre : comédie
- Durée : 95 minutes
- Dates de sortie[3] :
  - France : 10 mars 1982
- Classification[4] :
  - France : tous publics[5]
  - Belgique : tous publics (Alle Leeftijden)[6]
- Affiche : René Ferracci (France)

## Distribution
Les amis du bac
- Daniel Auteuil : Bébel
- Gaëtan Bloom : Gaëtan
- Patrick Laurent : Graffiti
- Honoré N'Zué : Togo
- Patrick Zard (crédité Zard') : Zard

Entreprise Paul Memphis
- Guy Marchand : Jean-Louis Glomot dit Paul Memphis
- Grace de Capitani : Claudine / Hélène
- Charlotte de Turckheim : Pétronille, la standardiste et copine de Claudine
- Jean-Paul Farré : l'inventeur du Love Computer
- Philippe Adler : Roland
- Vladimir Cosma : un technicien du centre d'enregistrement (non-crédité)

Soirée Paul Memphis
- Jacques Rouland : lui-même
- Gérard Lenorman : lui-même
- Dominique Hulin : le garde du corps de Gérard Lenorman

Voisins Paul Memphis à St Tropez
- Myriam Pisacane : la Diva
- Didier Kaminka : le voisin de Memphis à Saint-Tropez

Autres
- Hélène Zidi-Chéruy : L'hôtesse à Roissy
- Béatrice Chatelier : Carole Morelle, l'ex-femme de Paul Memphis
- Jean-Paul Lilienfeld : Stéphane, le compagnon de Claudine qui part avec sa sœur jumelle
- Doris Thomas : Marylin , l'allemande du camping car
- Florence Guérin : la 1re Brigitte Bardot
- Marie Cecora : la gitane
- Hubert Deschamps : le chirurgien
- Patricia Malvoisin : Claudia
- Cathy Myers : Jennifer
- Sandrine Bonnaire : une fille dans le public du concert de Paul Memphis (figurante, non-créditée)

## Production
Le film débute pendant les vacances d'été qui suivent la réussite de Bébel et ses amis au baccalauréat grâce à la tricherie et l'ingéniosité de leurs parents. Or le premier opus, Les Sous-doués (1980), s'achevait par les retrouvailles dix ans après des jeunes bacheliers. Le deuxième film n'est donc pas une suite mais une « midquel » insérée entre les deux dernières scènes du premier. Par ailleurs, plusieurs acteurs du premier opus réapparaissent dans un rôle différent : Hubert Deschamps, qui était professeur, devient un chirurgien douteux ; Dominique Hulin passe du rôle de professeur de gym musclé à celui de garde du corps de Gérard Lenorman. Charlotte de Turckheim joue Pétronille ; or ce nom rappelle le prénom de Pétronille Moss, qui jouait Ruth dans Les Sous-doués. Quant à Hélène Dublin, la fille de Claude Zidi, qui jouait Sarah, elle joue une hôtesse à Roissy sous son vrai nom : Hélène Zidi. On note également les apparitions de Catherine Erhardy (Jeanne) et Gilles Roussel (MC2) dans la scène d'ouverture.
Noter que Patrick Zard est également de retour parmi les « sous-doués ». Or techniquement, même s'il était dans la même classe, ce dernier ne faisait pas partie de la bande dans le premier film.
Le tournage se déroule en septembre 1981 en studio puis à Saint-Tropez.
Guy Marchand a écrit avec Philippe Adler et composé avec Vladimir Cosma la bande originale du film, Destinée, qui a, comme dans le film, obtenu un immense succès dans le monde entier. Cette chanson se retrouve la même année (1982) dans Le père Noël est une ordure, quand Katia danse avec Pierre.
Au départ, la chanson est un pastiche de la chanson de Joe Dassin, « L'été indien », succès de 1975. Guy Marchand souhaitait se moquer de la variété française d'alors, des chansons faciles et du monde du show-business en général, dont les producteurs, mais aussi de l'usage outrancier d'un nouvel instrument, le synthétiseur. Généralement, Guy Marchand n'intégra jamais cette chanson dans ses disques compilations, ni dans ses spectacles, car il se considère comme un véritable jazzman et non comme un chanteur de variétés. De plus, auteur et compositeur, il préfère chanter ses propres compositions. D'ailleurs, il ne comprend pas le succès de cette chanson, composée rapidement pour un film, et pour « s'amuser ».
Doris Thomas (Marylin), l'Allemande du camping-car, apparaît dans Les Bronzés, où elle dit « Bonsoir, nous allons nous coucher » et dans Les Bronzés font du ski dans le rôle de Mme Schmitt. Notez que parmi les figurants figure Sandrine Bonnaire.
La scène dans laquelle Claudine et Pétronille dansent ensemble, avant l'arrivée tendue de Memphis, fait référence au film Je suis timide mais je me soigne, dont la musique était déjà composée par Vladimir Cosma, quatre ans auparavant, pour une chanson de boîte de nuit. La musique des retrouvailles entre les Sous-doués a été composée pour la série Petit déjeuner compris deux ans auparavant. Quant au thème du requin (un faux manœuvré par deux sous-doués qui se tiennent sous l'eau), il provient de la scène de l'incendie de la grande maison dans La Course à l'échalote (1975), film également réalisé par Claude Zidi. Elle sera réutilisée de nouveau dans la scène finale de l'avion dans Banzaï (1983), autre film de Claude Zidi, et dans le film d'animation Astérix et la surprise de César (1985), lors de la séquence de l'orage causant une inondation des rues de Rome.

## Diffusion à la télévision française
Dans son enquête de septembre 2014 concernant les meilleures audiences des films en prime time depuis 1989 lors de leur diffusion à la télévision française, Médiamétrie indique que Les Sous-doués en vacances a été vu par 14,6 millions de téléspectateurs le 17 avril 1990, arrivant en 4e position des meilleures audiences.

## Erreurs et incohérences
- Lorsqu'il se présente à la conseillère de l'agence pour l'emploi, Bébel montre son diplôme du baccalauréat alors qu'il est fort improbable que ce document ait pu être édité en quelques jours, n'étant en général disponible qu'à partir de la rentrée scolaire suivante.
- Dans la scène où Gaëtan se fait passer pour un accordeur de piano aveugle, certains plans (notamment au moment où le chien tire l'instrument pour tenter d'attraper le chat) montrent celui-ci pianotant des notes graves alors que la bande-son révèle des notes aiguës.
- Lorsque Togo apparaît debout sur le banc au concert de Paul Memphis, après s'être fait fortement réduire des deux jambes, on peut nettement apercevoir que l'acteur Honoré N'Zué est en fait à genoux. On peut d'ailleurs voir vaguement apparaître le haut de ses chevilles derrière les faux pieds. Toutefois, à la fin du premier opus des Sous-doués, une séquence censée se passer dix ans après leur obtention du baccalauréat montre le personnage de Togo ayant pleinement réussi dans la vie, ce qui tendrait à prouver que son handicap (suggéré du fait qu'il ne se lève pas de sa chaise) ne l'en a pas empêché.